# Đào Hoàng
Đào Hoàng (chữ Hán: 陶璜), tự Thế Anh (世英), là đại tướng dưới triều Đông Ngô và Tây Tấn trong lịch sử Trung Quốc.

## Giành lại Giao châu
Tấn thư không ghi rõ ràng về thân thế và tổ tiên của Đào Hoàng, chỉ cho biết rằng ông sinh ra và lớn lên ở vùng Mạt Lăng, quận Đơn Dương thuộc nước Đông Ngô, một trong ba quốc gia thời Tam Quốc, hùng cứ ở miền Giang Đông. Thời bấy giờ, miền đất Giao Châu, thuộc vùng quản lý của Đông Ngô thường phát sinh bạo loạn. Thời Ngô Tôn Hạo, thái thú Giao Châu là Tôn Tư tàn bạo, làm bách tính thống khổ. Cuối năm 263, viên quan Lữ Hưng giết chết Tôn Tư và giành quyền cai trị Giao Châu. Lữ Hưng đem Giao châu theo về Tây Tấn ở miền bắc, được Tư Mã Chiêu phong làm An Nam tướng quân, thái thú Giao Chỉ, coi việc binh ở Giao châu và cho Hoắc Dặc làm Thứ sử Giao châu từ xa (vẫn ở Nam Trung, không sang Giao Châu).
Sang năm 264, Lữ Hưng bị thủ hạ là công tào Lý Thống sát hại. Nhà Tấn bèn cử Thoán Cốc sang làm thay Lữ Hưng làm thái thú Giao Chỉ. Sau Cốc chết, nhà Tấn cho Mã Dung lên thay, ít lâu sau thì Dung cũng chết, Tấn Vũ Đế theo sự tiến cử của Hoắc Dặc, cho Dương Tắc làm thái thú Giao Chỉ, cùng với thái thú quận Cửu Chân Đổng Nguyên, nha môn Mạnh Cán, Mạnh Thông, Lý Tùng, Vương Nghiệp, coi giữ Giao Chỉ.

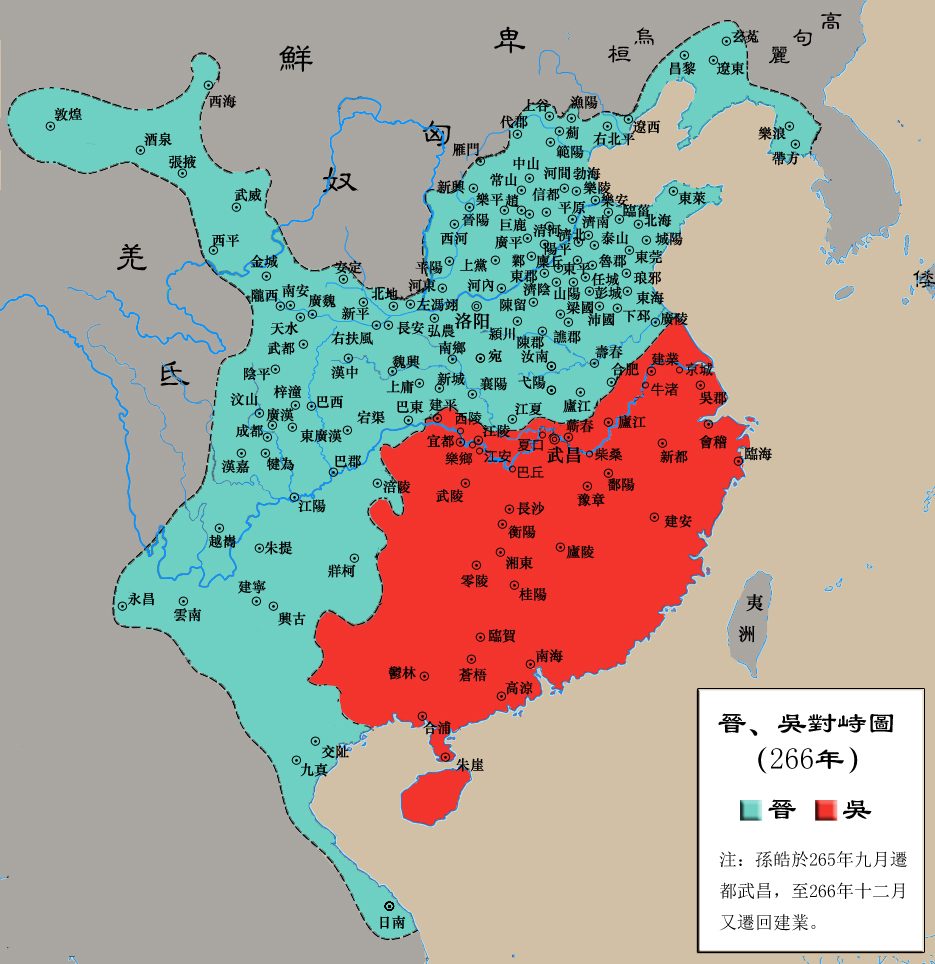
Năm 266, nhà Tấn sau khi thu phục Thục Hán, chiếm giữ luôn Giao Châu trước đó thuộc Đông Ngô.

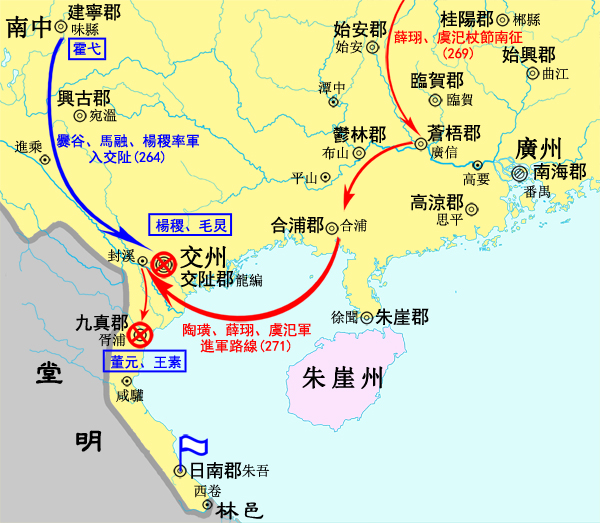
Diễn biến chiến dịch Giao-Quảng. Mũi tên màu đỏ chỉ quân Đông Ngô, màu xanh lam chỉ quân Tấn.

Năm 268, Tôn Hạo phong Lưu Tuấn làm thứ sử Giao châu, sai đánh chiếm lại từ tay nhà Tấn, nhưng bị Dương Tắc đánh bại 3 lần, Tuấn tử chiến. Quận Uất Lâm thuộc Quảng châu của nhà Ngô cũng bị Dương Tắc chiếm đóng. Nhà Tấn theo tiến cử của Tắc, cho Mao Quế làm thái thú Uất Lâm.
Năm 269, thấy đã mất hai châu, Tôn Hạo hoảng sợ, vội sai Ngu Dĩ làm Giám quân, Tiết Vũ làm Uy Nam tướng quân kiêm đại đô đốc và Đào Hoàng được phong chức Thương Ngô thái thú, đem quân tiến đánh nhằm chiếm lại Giao châu. Trận đầu ra quân, Đào Hoàng bại trận ở sông Phần phải lui về giữ Hợp Phố, hai tướng tử trận. Tiết Vũ giận lắm, trách mắng ông rồi định rút quân về. Đào Hoàng không muốn, dẫn hơn 100 quân vào tập kích Đổng Nguyên, cướp của cải rồi quay thuyền về. Sau Tiết Vũ đổi ý, xin lỗi Hoàng, lại phái làm Tiền bộ đại đốc đem quân trở lại Giao Chỉ theo đường biển vào châu, giao tranh với Đổng Nguyên. Các tướng định ra giao chiến nhưng Đào Hoàng cho rằng trên cầu gãy có quân Tấn mai phục, bèn sắp riêng quân cầm kích dài cho ở lại phía sau. Khi giáp trận, Đổng Nguyên dùng kế rút lui nhử, Hoàng đuổi theo, quả đúng có quân mai phục. Lúc đó quân cầm kích dài ở phía sau mới ra đốn đánh. Quân của Đào Hoàng trong ứng ngoài hợp, đánh bại và giết chết Đổng Nguyên. Sau đó ông lại sai đem thuyền cướp bắt được hôm trước cùng vài nghìn tấm gấm bản thổ, đưa cho Lương Tề ở Phù Nghiễm. Tề thấy vậy bèn đem quân hơn vạn người đến trợ giúp.
Bên quân Tấn, Dương Tắc cho tướng Vương Tố thay Đổng Nguyên, cùng với Giải Hệ cố thủ trong thành. Đào Hoàng dùng kế mua chuộc em Hệ là Tượng, sai cưỡi xe bốn bánh chơi ngoài phố, có phường nhạc và lính hầu theo sau. Bọn Vương Tố nghĩ em Hệ làm vậy tất Hệ có ý muốn đi, bèn giết Hệ. Đào Hoàng nhân tình hình đó lại công hãm và chiếm được Giao châu. Đông Ngô cho ông làm Thứ sử Giao châu.

## Mở mang đất đai
Đào Hoàng bắt được Dương Tắc và giết Mao Quế. Tuy nhiên Lý Tộ vẫn chiếm giữ quận Cửu Chân theo Tấn, không hàng Ngô. Sau đó Đào Hoàng sai cậu Tộ là Hoảng ra dụ Tộ hàng nhưng Tộ không nghe, Đào Hoàng đánh lâu ngày mới hạ được Cửu Chân. Toàn Giao châu trở về Đông Ngô, Đào Hoàng được phong làm Giao châu mục, Đô đốc Giao châu chư quân sự, Tiền tướng quân.
Địa thế ba quận Vũ Bình, Cửu Đức, Tân Xương hiểm trở, lại thường có giặc cướp. Tôn Hạo sai Hoàng đem quân đánh, mở mang ba quận vào đất Ngô. Sau Tôn Hạo phong ông làm đô đốc Vũ Xương, dời đến Hợp Phố và cho viên thái thú Hợp Phố Tu Nguyên lên thay, nhưng có nghìn người Giao châu xin cho Hoàng ở lại, vua Ngô bèn cho ông ở lại Giao Châu.

## Hàng Tấn và qua đời
Năm 280, Tấn Vũ Đế đem quân diệt Ngô, hạ Kiến Nghiệp, bắt sống Tôn Hạo. Tôn Hạo đích thân viết một bức thư, sai Hoàng Tức đến khuyên Đào Hoàng quy thuận nhà Tấn. Đào Hoàng khóc suốt mấy ngày, sau cùng mới chịu, sai sứ đưa ấn bao về Lạc Dương. Tấn Vũ Đế cho ông giữ nguyên chức cũ, lại ban tước Uyển Lăng hầu, Quan quân tướng quân.

Sau khi diệt được Ngô, nhà Tấn định giảm quân ở các châu, quận Đào Hoàng dâng sớ lên vua Tấn nói:
Giao Châu khuất nẻo riêng một miền, chen vào giữa núi và biển, ngoài cách với Lâm-Ấp chỉ có bảy trăm dặm. Tướng Mường là Phạm Hùng mấy đời làm giặc lẩn lút, thường cướp phá trăm họ. Lại kết liên với Phù - Nam, hăng vào quấy rối: nào đánh phá quận - huyện; nào giết hại quan, dân... Tôi khi xưa được nước cũ kén dùng, đóng quân ở miền Nam có hơn mười năm. Tuy trước sau đánh dẹp, giết được bọn Cừ Khôi nhưng trong núi, thẳm, hang cùng, vẫn còn có những quân nấp-náu. Vả lại đám quân của tôi coi, vốn có hơn tám nghìn người. Đất miền Nam nóng ẩm, phần nhiều có khí-độc. Lại thêm liên năm đánh dẹp, chết mòn mãi đi, hiện nay còn có hai nghìn bốn trăm hai mươi người. Nay bốn biển hỗn-đồng, không đâu là không thần phục. Cố-nhiên nên cuốn giáp, bỏ gươm chăm về lễ, nghĩa. Nhưng người trong châu này, chán chuyện yên vui thích gây họa-loạn! Lại bờ biển phía nam Quảng-Châu vòng quanh hơn sáu nghìn dặm, không chịu tòng-phục đến hơn năm vạn nhà! Cùng với những bọn bất-kham ở Quế Lâm cũng đến vạn nhà nữa! Đến như bọn chịu gánh vác việc quan, chỉ có hơn năm nghìn nhà. Môi răng của hai châu, vững được chỉ trông nhờ quân lính. Lại Ninh Châu. Hưng Cổ, tiếp giữ thượng lưu, cách quận Giao-Chỉ nghìn sáu trăm dậm. Đường thủy, đường bộ đều thông. Giữ gìn lẫn cho nhau. Quân trong châu chưa nên rút bớt, để tỏ ra vẻ mảnh rẻ, trống rỗng...
Vua Tấn nghe lời ông.
Theo sử sách, Đào Hoàng ở Giao Châu hơn 30 năm, ân, oai tỏ rõ, được dân khác tục quý mến. Năm 300, ông qua đời, người cả châu kêu khóc như chết mất cha mất mẹ.
Không rõ Đào Hoàng thọ được bao nhiêu tuổi. Nhà Tấn cử Ngô Ngạn sang thay Đào Hoàng giữ Giao châu, còn người con của ông làm Đào Uy làm Thương Ngô thái thú, sau lại được thăng làm Thứ sử.